# Могутин, Ярослав Юрьевич
Яросла́в Ю́рьевич Могу́тин (род. 12 апреля 1974, Кемерово) — писатель и журналист; американский квир-художник. Живёт и работает в Нью-Йорке. Автор семи книг, получил премию Андрея Белого. Как художник работает в основном с фотографией, реже в жанрах видео и коллажа.

## Биография
Родился в семье советского поэта Юрия Могутина.
Ещё подростком приехал в Москву, где стал работать журналистом в изданиях «Независимая газета», «Московские новости», журнале «Столица». Откровенные и провокационные публикации в газете Евгения Додолева «Новый взгляд» создали ему скандальную известность и стали причиной возбуждения против него трёх уголовных дел, по которым он мог получить лишение свободы сроком до семи лет.
Осенью 1993 года Пресненская прокуратура возбудила в отношении Могутина и «Нового взгляда» первое в России уголовное дело за журналистскую деятельность по 206 статье УК РСФСР («хулиганство с особым цинизмом») за публикацию в одном из сентябрьских номеров газеты очерка [по другим данным — интервью с Борисом Моисеевым] «Грязные концы комсомольцев». В защиту журналиста и издания было написано письмо, подписанное деятелями культуры, среди которых Андрей Мальгин, Роман Виктюк, Ефим Шифрин, Владимир Пресняков-младший, Кристина Орбакайте, Крис Кельми.
В 1994 году Судебная палата по информационным спорам при Президенте Российской Федерации, «руководствуясь пунктами 4, 9, 29 „Положения о Судебной палате“, рассмотрела содержание публикации «Чеченский узел. 13 тезисов» в газете «Новый взгляд», результатом чего стало возбуждение уголовного дела о возбуждении межнациональной розни в отношении чеченцев. Могутин был вынужден эмигрировать в США, где получил политическое убежище при поддержке правозащитных организаций, в частности Amnesty International и Американского ПЕН-центра. После отъезда публиковался и в
«Новом взгляде», и в «Лимонке» Эдуарда Лимонова, постоянного колумниста «Нового взгляда» в 1993—1995 гг.
В рецензии на книгу «Лимониана, или Неизвестный Лимонов» «нововзглядовские» публикации Могутина охарактеризованы как «настоящий подарок для ценителей богемы и медиабезумия ранних девяностых».
Правоохранительные органы проявляли интерес к Могутину и Лимонову (в контексте их сотрудничества с «Новым взглядом») продолжительное время. Об этом вспоминал журналист-эмигрант в своей работе «Америка в моих штанах»:

Недавно звонил Додолев, сказал, что в редакцию «Нового Взгляда» приходили менты с автоматами (хорошо хоть не с овчарками!) — искать меня. У них, якобы, появилась информация о том, что я тайком приехал в Москву. Они, видимо, решили, что раз я продолжаю публиковаться в НВ, то целыми днями сижу в редакции и жду, когда они меня наконец повяжут. Лимонова тоже начали теребить. В нашу квартиру на Арбате, где он сейчас живёт, недавно приходил участковый.

В США интересы Могутина в большей степени занимает изобразительное искусство. Начиная с 1999 года проходят его персональные выставки в Нью-Йорке, Берлине, Стокгольме, Москве. Фотоработы публикуются в журналах BUTT, The New York Times, The Village Voice, i-D, Visionaire, Bound & Gagged, L’Uomo Vogue.
Его поэзию, фикшн, эссе, интервью цитирует множество публикаций и антологий. Литературные работы переведены на шесть языков. Сам Ярослав переводил на русский язык поэзию Аллена Гинзберга, эссе Уильяма Берроуза, фикшн Денниса Купера. Под псевдонимом Tom International снялся в порнографическом агитпроп-фильме Брюса Лабрюса «Skin Gang» (1999), а потом ещё в четырёх откровенных картинах Майкла Лукаса, позже, в 2004 году и под своим именем — в независимом кино Лауры Колейа «Stay Until Tomorrow» (2004).
1 июня 2000 года в Москве в Чеховской библиотеке состоялся творческий вечер Ярослава Могутина. Это было первое выступление Могутина в России с тех пор, как он попросил политического убежища в США.
В 2004 году совместно с Брайаном Кенни основал «SUPERM» — труппу мультимедийного локализованного искусства, выставляющуюся в галереях и музеях Нью-Йорка, Лос-Анджелеса, Москвы, Берлина, Лондона, Осло, Бергена, испанского Леона.
В сентябре 2011 года принял американское гражданство.